# Forever (album Puffa Daddy’ego)
Forever – drugi studyjny album Puff Daddy’ego, wydany 24 sierpnia 1999 roku przez wytwórnię Bad Boy Records. 
Album uzyskał status platyny. Pierwszym singlem był utwór „P.E. 2000”.

## Lista utworów
| #  | Tytuł                                 | Długość | Goście                                                  | Producent(ci)                                                               |
| -- | ------------------------------------- | ------- | ------------------------------------------------------- | --------------------------------------------------------------------------- |
| 1  | „Forever (Intro)”                     | 1:51    |                                                         | Sean „Puffy” Combs & Mario Winans for The Hitmen                            |
| 2  | „What You Want”                       | 4:30    | Lil’ Kim                                                | Zach White                                                                  |
| 3  | „I'll Do This For You”                | 5:00    | Kelly Price                                             | Sean „Puffy” Combs, Mario Winans, & Ron „Amen-Ra” Lawrence for The Hitmen   |
| 4  | „Do You Like It... Do You Want It...” | 3:54    | Jay-Z                                                   | Sean „Puffy” Combs for The Hitmen & Daven „Prestige” Vanderpool             |
| 5  | „Satisfy You”                         | 4:48    | R. Kelly                                                | Sean „Puffy” Combs & Jeffery „J-Dub” Walker for The Hitmen                  |
| 6  | „Is This The End (Part Two)”          | 4:40    | Twista, Cheri Dennis                                    | Sean „Puffy” Combs for The Hitmen & Dent                                    |
| 7  | „I Hear Voices”                       | 5:14    | Carl Thomas                                             | Sean „Puffy” Combs, Nashiem Myrick, & Carlos „6 July” Broady for The Hitmen |
| 8  | „Fake Thugs Dedication”               | 3:14    | Redman                                                  | Sean „Puffy” Combs for The Hitmen                                           |
| 9  | Diddy Speaks! (Interlude)             | 1:11    |                                                         | Sean „Puffy” Combs for The Hitmen                                           |
| 10 | „Angels With Dirty Faces”             | 4:10    | Bizzy Bone                                              | Sean „Puffy” Combs & Ron „Amen-Ra” Lawrence for The Hitmen                  |
| 11 | „Gangsta Shit”                        | 4:42    | Lil’ Kim, Mark Curry                                    | Sean „Puffy” Combs & Mario Winans for The Hitmen                            |
| 12 | „P.S. 112 (Interlude)”                | 0:59    |                                                         | Harve „Joe Hooker” Pierre                                                   |
| 13 | „Pain”                                | 3:56    | G-Dep                                                   | Sean „Puffy” Combs, Nashiem Myrick, & Carlos „6 July” Broady for The Hitmen |
| 14 | „Reverse”                             | 5:07    | Busta Rhymes, Cee-Lo, G-Dep, Redman, Sauce Money, Shyne | Nashiem Myrick & Carlos „6 July” Broady for The Hitmen                      |
| 15 | „Real Niggas”                         | 4:01    | Lil’ Kim, The Notorious B.I.G.                          | Deric „D-Dot” Angelettie for The Hitmen                                     |
| 16 | „Journey Through The Life”            | 4:55    | Lil’ Kim, Joe Hooker, Beanie Sigel, Nas                 | Sean „Puffy” Combs, Nashiem Myrick, & Carlos „6 July” Broady for The Hitmen |
| 17 | „Best Friend”                         | 5:32    | Mario Winans, Hezekiah Walker                           | Sean „Puffy” Combs & Mario Winans for The Hitmen                            |
| 18 | „Mad Rapper (Interlude)”              | 1:14    | The Madd Rapper                                         | Deric „D-Dot” Angelettie for The Hitmen                                     |
| 19 | „P.E. 2000”                           | 4:55    | Hurricane G                                             | Sean „Puffy” Combs for The Hitmen                                           |

### Single
| Informacje |
| --- |
| „P.E. 2000” - Wydany: 1999 - Hot Rap Singles: #6 - Hot R&B/Hip-Hop Singles & Tracks: #34                          |
| „Satisfy You” - Wydany: 1999 - Billboard Hot 100: #2 - Hot Rap Singles: #1 - Hot R&B/Hip-Hop Singles & Tracks: #1 |
| „Do You Like It... Do You Want It...” - Wydany: 1999 - Hot R&B/Hip-Hop Singles & Tracks: #67                      |

### Sample
- 1) „Ever So Lonely/Eyes/Ocean” by Sheila Chandra;
- 3) „Get Off” by Foxy;
- 4) „Wanna Get Paid” by LL Cool J;
- 5) „Why You Treat Me So Bad” by Club Nouveau;
- 7) „Bamboo Child” by Ryo Kawasaki;
- 8) „Paper Thin” by MC Lyte;
- 10) „Fantasy” by Earth, Wind, & Fire;
- 13) „Benjamin” by Les McCann;
- 14) „Romeo” by Dynamic Superiors;
- 16) „Your Love Is Like The Morning Sun” by Al Green;
- 17) „Sailing” by Christopher Cross;
- 19) „Public Enemy No. 1” by Public Enemy.